# Renato/Eclisse twist
Renato/Eclisse twist è il 48º Singolo della cantante italiana Mina, pubblicato nel 1962 dall'etichetta discografica Italdisc e in seguito incluso nell'album Renato.

## Descrizione
Entrambi i brani sono presenti nell'album ufficiale Renato dello stesso anno, in CD nella raccolta Mina Gold del 1998 e nell'antologia che comprende tutti i brani rimasterizzati dei 45 giri prodotti fino al 1964 Ritratto: I singoli Vol. 2 del 2010. Il disco ha tre copertine diverse.
Mina è accompagnata da Tony De Vita con la sua orchestra.

### Renato
Renato è la cover di Renata, canzone composta e scritta in spagnolo nel 1961 dal musicista argentino Alberto Cortez, che la incide lo stesso anno insieme a Ernie Freeman. Diventa titolo e brano d'apertura dell'album omonimo di Mina, pubblicato a fine 1962. È un twist registrato usando l'effetto eco allora di moda, per "allungare" la voce e suonato da jazzisti di prim'ordine. Il testo presenta quasi grottesche e ripete per 42 volte il nome proprio "Renato".
Cantata da Mina in lingua originale (testo di Alberto Cortez, già autore della musica) e intitolata Renato (con la vocale 'o' invece della 'a' finale prevista dalla grafia ufficiale in spagnolo), è inclusa nella raccolta Mina latina due del 1999. Nella discografia spagnola dell'artista si trova nell'EP del 1963 Renato/S'en va anar/Me miran/La misma playa (Discophon 27.234). L'edizione in francese (testo di Jean Broussolle) si trova nell'EP Renato/Notre étoile/Pleureur pour toi/Douc'ment (Polydor 27009, 1962) e nella raccolta su CD Notre étoile (1999), entrambi i supporti fanno parte della discografia di Mina fuori dall'Italia. 
A fine 1962, la canzone sarà utilizzata in un carosello pubblicitario per l'Industria Italiana della Birra.
Il DVD Gli anni Rai 1962-1965 Vol. 9, nel cofanetto monografico pubblicato da Rai Trade e GSU nel 2008, contiene i video di due versioni dal vivo cantate da Mina durante le registrazioni dei varietà televisivi:
- Il Signore delle 21 1962, 5ª puntata (2 giugno) - canzone intera (durata 2:06)
- Eva e io 1962, 3ª puntata (5 agosto) - frammento (durata 0:32).

### Eclisse Twist
Eclisse twist venne usata come sottofondo ai titoli di testa e come brano ricorrente di tutto il film L'eclisse (1962) di Michelangelo Antonioni. Il regista scrive anche il testo della canzone e si firma con lo pseudonimo Ammonio.
La versione in francese cantata da Mina (anche nella versione del film per il mercato transalpino) è stata pubblicata, intitolata L'éclipse twist, nella raccolta su CD Notre étoile (1999) e in precedenza, con titolo Eclipse twist, nell'EP Eclisse twist/Eclipse twist/Un tale/Le tue mani (1963), dischi che appartengono alla discografia estera dell'artista. È stata cantata dall'artista anche con il testo tradotto in spagnolo. 
Il brano è presente anche nella colonna sonora del film di Mario Mattoli Appuntamento in Riviera (1962) e in quella del mediometraggio La ricotta di Pier Paolo Pasolini, episodio del film collettivo Ro.Go.Pa.G. (1963), oltre a essere stato incluso nell'album Mina Nº 7 del 1964. È inoltre stato ripreso nel film Le buttane (1994) di Aurelio Grimaldi.

## Accoglienza
Tra la fine del 1962 e l'inizio del 1963 il singolo raggiunge la 4ª posizione nella classifica settimanale, per risultare il 13º disco più venduto durante il 1962.

## Tracce
Lato A
1. Eclisse twist (dal film L'eclisse) – 2:50 (testo: Ammonio – musica: Giovanni Fusco; edizioni musicali C.A.M. / Ducale)

Lato B
1. Renato (Renata) – 2:10 (testo: Alberto Testa, Renato De Carli – musica: Alberto Cortez; edizioni musicali Orchestralmusic)